# Zahínos
Zahínos – gmina w Hiszpanii, w prowincji Badajoz, w Estramadurze, o powierzchni 46,04 km². W 2011 roku gmina liczyła 2877 mieszkańców.